# Школа «Чёрная дыра»
Шко́ла «Чёрная дыра́» (англ. Black Hole High, полное название Strange Days at Blake Holsey High — Странные дни в школе Блейка Холси) — научно-фантастический молодёжный телесериал производства Канады. Сериал впервые был показан в Северной Америке в октябре 2002 года на телеканале NBC. Действие сериала разворачивается в вымышленной школе-интернате Блейка Холси, где Научный клуб (пять учеников и их преподаватель) исследует загадочные явления, большинство из которых связано с чёрной дырой, расположенной на территории школы. Сериал, насчитывающий 4 сезона, стал успешным и был продан различным телекомпаниям по всему миру.
Последние три серии, объединённые в фильм под названием Strange Days: Conclusions и показанные 28 января 2006 года, были объявлены официальным завершением сериала.

## Сюжет
Сюжет сериала разворачивается вокруг группы пяти учеников и их молодого преподавателя. Вместе они образуют Научный клуб школы Блейка Холси. Однако эта школа не такая уж обычная, какой кажется на первый взгляд. Здесь может случиться всё, что угодно: вода, стекающая по стенам, произвольное самовозгорание парт, учителей засасывает в воронку, Ученики превращаются в магнит или становятся невидимыми… Здесь случаются странные вещи, и Научный Клуб стремится узнать, что же происходит на самом деле. Имеют ли отношение к этой тайне чёрная дыра, летающий шарик и Пэрэдайн Индастриз — лаборатория, разрушенная несколько лет назад, как раз рядом со школой? Никто не знает. Но, несмотря на пристальный интерес бывшего владельца Пэрэдайн, под бдительным взглядом директрисы Дёрст, ребята, вместе с эксцентричным и неподражаемым профессором Захари, втайне расследуют эти странные события.

## Персонажи

### Главные
- Джоси Трент (Эмма Тейлор-Айшервуд) (1-4 сезоны). Школа Блейка Холси — последняя остановка Джоси в длинном списке частных школ. У её мамы секретная работа, и она постоянно находится в разъездах, поэтому Джоси научилась быть самостоятельной. Её всегда привлекала наука, теория относительности и вопрос о том, почему всё в мире устроено именно так, а не иначе. Независимая одиночка, она, наконец, нашла своё место в школе Блейка Холси. Умная и сообразительная, Джоси схватывает всё налету и очень часто находится на один шаг впереди остальных. Неважно, решает ли она научную проблему или сложное уравнение — это ей даётся легко. Джоси эмоциональная и прямолинейная, весьма вспыльчивая и ненавидит любой обман. Не боится нарушать правила, и если в школе что-то случилось, то, скорее всего, не обошлось без Джоси, потому что у неё есть привычка расследовать все непонятные происшествия. По словам Коррин, Джоси влюблена в Вана, но их взаимоотношения весьма неустойчивы из-за недоверия друг к другу. Чем глубже Джоси погружается в интригующие события, происходящие в школе, тем большим испытаниям подвергается её характер. Но они лишь помогают ей найти в себе силы, о которых она даже не подозревала. И именно эти силы делают Джоси лидером, человеком, которого уважают и на которого рассчитывают. Но из-за недоверия к отцу Вана, она создает новую реальность и застревает в ней.
- Коррин Бакстер (Шейдиа Симмонс) (1-4 сезоны). Круглая отличница, соседка по комнате и лучшая подруга Джоси, несмотря на то, что они абсолютно непохожи. Коррин в такой же степени педантична и прилежна, как Джоси неряшлива и непослушна. Коррин соблюдает все правила, она организована, умна и аккуратна. Сравнимая с Гермионой Грейнджер из книг о Гарри Поттере, Коррин так же решительна и сосредоточена, привыкла быть лучшей во всём, что она делает. Коррин — так называемый «мозг» Научного Клуба (её IQ 172). Вместе с Джоси они доказали, что наука это занятие не только для мальчишек. Влюблена в Маршалла Уилера.
- Лукас Рэндалл (Майкл Ситер) (1-4 сезоны). Лукас не очень хороший спортсмен, правда, компенсирует этот недостаток наличием высоких интеллектуальных способностей. Он во всём видит заговоры и убеждён, что инопланетяне всё-таки существуют. Историям Лукаса никто не верит, хотя его неординарные теории не раз спасали положение. Он интересуется всеми слухами о лаборатории Пэрэдайн и уверен, что странные события, происходящие в школе, и эксперименты, проводимые Пэрэдайн, как-то связаны между собой и не являются простым совпадением. Лукас, и его сосед по комнате и лучший друг Маршалл всегда одни из первых стремятся разгадать очередную загадку школы Блейка Холси. Лукас неравнодушен к Джоси.
- Маршалл Уилер (Ноа Рейд) (1-4 сезоны). Лукас и Маршалл лучшие друзья и соседи по комнате. Маршалл умён и сообразителен. Он помешан на компьютерах и гордится этим. В конце концов, теперь, с распространением компьютеров и Интернета, быть ботаником не так уж и зазорно, как это считалось ранее. Маршалл привык добиваться поставленных целей, всегда изобретает способы заработать немного денег. Он поёт и играет на клавишных в школьной группе «Магнит 360».
- Ван Пирсон (Роберт Кларк) (1-4 сезоны). Ван — пятый ученик в Научном Клубе. Его отец — Виктор Пирсон — владелец и основатель лаборатории Пэрэдайн Индастриз. Ван — человек, которого, пожалуй, меньше всего ожидаешь увидеть в Научном Клубе. Он очень популярен в школе, отлично играет в футбол. Отец заставляет Вана добывать информацию о том, что происходит в Научном Клубе. Поэтому Ван часто не знает, как поступить. Вану нравится Джоси, но их отношения очень непостоянны — они пара «снова вместе/снова врозь».
- Профессор Ноэль Захари (Джефф Дуглас) (1-4 сезоны). Профессор Захари, или просто Зи, преподаватель в школе Блейка Холси и глава Научного Клуба. Так же как и Джоси ему очень любопытно узнать, что же происходит в школе на самом деле. В своё время Захари получил стипендию от Пэрэдайн и поступил в колледж. Он написал бесчисленное количество книг и научных статей о необъяснимых явлениях и мог бы преподавать в лучших университетах страны. Но он предпочитает оставаться простым школьным учителем, потому что знает, что нет ничего более захватывающего, чем те явления, что происходят прямо у него под носом в школе Блейка Холси. Профессор Захари единственный взрослый человек в школе, которому Научный Клуб полностью доверяет.
- Директриса Аманда Дёрст (Валери Бойл) (1-4 сезоны). Начав свою карьеру с учителя школы Блейка Холси, Аманда Дёрст стала её директором и управляет ею последние 10 лет. Пристально наблюдает за деятельностью Научного Клуба и всегда не согласна с «вольными» методами преподавания профессора Захари. Она оказалась невольно втянута в тайные замыслы Виктора Пирсона.
- Виктор Пирсон (Лоуренс Бэйн) (1-4 сезоны). Виктор Пирсон, отец Вана, глава школьного комитета и постоянный противник расследований Научного Клуба. Скрытный и отчасти безжалостный, Виктор крайне не доверяет Джоси и Лукасу, что постоянно ставит Вана в неловкое положение. Хотя очень часто Виктор показан как главный злодей сериала, в конечном счёте оказывается, что он «хороший парень», который стремится возродить Пэрэдайн и спасти свою пропавшую жену. Как выясняется в заключительных сериях, судьба Виктора — создать технологию путешествий во времени на благо человечества.
- Уборщик (Тони Манч) (1-4 сезоны). Уборщик — самый загадочный персонаж сериала. Кажется, он знает ответы на все вопросы, понимает суть мистических явлений, творящихся в школе, но говорит об этом мало. В заключительных сериях выясняется, что он наблюдатель за другими путешественниками во времени. Клон Джоси утверждает, что Уборщик пришёл из такого далёкого будущего, которое невозможно даже вообразить.

### Второстепенные
- Сара Линч Пирсон (Дженни Ливайн) (1, 3-4 сезоны). Сара Линч Пирсон, мать Вана, была наблюдателем за путешествиями во времени. Она была послана назад в прошлое следить за Виктором, и влюбилась в него. Сара Пирсон предположительно погибла много лет назад в результате взрыва в лаборатории Пэрэдайн. Но Виктор считает, что она всё-таки жива и попала в ловушку в другом измерении. В конце сериала Сара воссоединяется с мужем и сыном.
- Клон Джоси (Эмма Тейлор-Айшервуд) (1-4 сезоны). Она клон, случайно созданный под воздействием энергии чёрной дыры из ДНК Джоси, содержавшейся в кусочке жевательной резинки. Обладающая средним человеческим интеллектом, она хорошо информирована обо всём, что происходит. В отличие от настоящей Джоси она очень аккуратна. Через пространственную воронку Уборщик отправил её в будущее, где её научили быть наблюдателем за путешествиями во времени. Год спустя, когда Джоси украла китайский шарик у Виктора Пирсона, Клон снова возникла и вернула его назад. Клон Джоси знает, что случилось в прошлом, и что произойдёт в будущем. Как и Уборщик, она всегда рядом и следит, чтобы ничто не нарушило ход будущего. Клон Джоси напоминает Виктору, что тот получил летающий шарик не просто так. Она также появляется ещё несколько раз — после того, как Тайлер Джессоп прошёл сквозь чёрную дыру, и когда Ван узнал правду о родителях. Клон Джоси и Уборщик способны существовать вне времени. Когда реальность меняется, они сохраняют воспоминания о случившемся, однако, есть вероятность, что они не смогут вернуться в будущее, откуда пришли. В конце сериала Клон Джоси попадает в ловушку в параллельном времени, поменявшись местами с настоящей Джоси, чтобы та смогла выполнить своё предназначение. Однако существует надежда на спасение Клона Джоси.
- Профессор Мидлтон (Стив Джексон) (1-2 сезоны). Профессор Мидлтон, предшественник Захари, работал учителем науки в школе Блейка Холси. В первой серии он пропал в пространственной воронке, расположенной в его кабинете. Кажется, он много знает о том, что происходит в школе, и пытается предупредить Лукаса из будущего о Пирсонах.
- Тайлер Джессоп (Кристофер Тэй) (3 сезон). Тайлер — задира в школе. Однако в отличие от Стью он использует не физическую силу, а своё влияние среди старшеклассников. Тайлер приобретает способность маскироваться, узнаёт о чёрной дыре и сам проходит сквозь неё. После этого, об определённых периодах времени Тайлер знает намного больше, чем хочет казаться. Он ходит в лес и разговаривает с таинственными голосами в небе. В итоге Тайлер покидает школу Блейка Холси и переходит в интернат Авенира, но он знает, что вернётся. Он считается врагом Научного Клуба, Уборщика и Клона Джоси.
- Келли Трент (Лори Холлиер) (1-2 сезоны, 4 сезон). Келли — мама Джоси. Её намерения так же таинственны, как и замыслы Виктора Пирсона. Она физик и инженер, в разное время работала как на Виктора, так и против него, поэтому трудно определить, друг она или враг.
- Мистер Андреас Джек Авенир (Джон Ралстон) (3-4 сезоны). Мистер Авенир — таинственный покровитель школы в две разные эпохи её истории. Школа была построена по его поручению и тщательно разработанному им самим проекту. Он знает о существовании пространственной воронки и узнаёт Джоси, когда она появляется из будущего. Позже он оказывает влияние на сына архитектора, ученика по имени Блейк Холси, и заставляет его стать директором школы. Веком позже Тайлер Джессоп переводится из школы Блейка Холси в интернат Авенира, возможно, чтобы оказать ему помощь в его планах. В последний для ребят год обучения в школе Авенир получает должность Виктора Пирсона в совете правления школы Блейка Холси и объявляет о её закрытии. В заключительных эпизодах сериала выясняется, что Авенир отец Джоси.
- Мэдисон (Талья Шлейнджер) (2 сезон). Мэдисон — ученица школы Блейка Холси, заносчивая и высокомерная. Известна своим подлым отношением к Джоси.
- Стью Кубиак (Дрю Виргевер) (1-4 сезоны). Обычно к нему обращаются просто «Кубиак». Стью отличный спортсмен, не очень умён, хотя иногда удивляет одноклассников неожиданными знаниями. Оказалось, что он знает, почему хамелеоны меняют свой цвет, объяснив это тем, что однажды у него был хамелеон, и его звали Радуга.
- Грант Уилер (Аарон Пул) (3 сезон). Знаменитый брат Маршалла Уилера, выпускник школы Блейка Холси. Грант работал на Виктора Пирсона в лаборатории Пэрэдайн II.
- Уилл (Лайам Титкомб). Ученик школы Блейка Холси, играет в группе «Магнит 360».
- Джеррод (Марк Дэвлин). Участник группы «Магнит 360».
- Катя (Надя Павичи). Ученица школы Блейка Холси.
- Тренер Кеннеди (Ротафорд Грей)
- Папа Лукаса (Дон Ритчи)
- Лефтер (Майк Велла). Ученик школы, отлично играет в шахматы.
- Кристи Эдвардс (Дженнифер Миллер). Ученица школы, подружка Тайлера Джессопа.
- Блейк Холси (Кайл Шмид) (3 сезон). Сын архитектора школы, который позже стал её директором и в честь которого школа получила своё название.

## Странности школы «Чёрная дыра»
- Китайский шарик/Летающий шарик: Однажды обычный китайский шарик, используемый для снятия стресса и помогающий сосредоточиться, стал источником неограниченной энергии. Джоси использовала такие шарики, чтобы сконцентрироваться во время занятий Научного Клуба, но один из них забрал профессор Захари. Другой шарик попал под влияние энергии пространственной воронки во время путешествия Джоси в 70-е и приобрёл антигравитационные свойства, которые противоречили общепринятым законам физики. Это заинтересовало Виктора Пирсона, и поэтому он украл летающий шарик у Джоси много лет назад, когда ещё сам был учеником школы Блейка Холси. Он показал шарик Саре Линч, и они вместе задумали создать лабораторию Пэрэдайн, что впоследствии привело к взрыву, образованию пространственной дыры и возникновению странных явлений. Виктор использовал этот шарик как источник энергии для Пэрэдайн, но позже это стало причиной разрушения лаборатории, а вместе с тем и исчезновения Сары. Джоси нашла шарик и решила, что Ван и Виктор задумали как-то его использовать. Она украла его у них, но позже Клон Джоси из будущего украла шарик у неё. Получив шарик назад, Виктор решил более бережно охранять его.
- Чёрная дыра/Пространственная воронка: Это мощная воронка, расположенная в кабинете учителя науки, которая может вести как в будущее, так и в прошлое. Многие наблюдатели стараются сохранить существование воронки в секрете, но энергия дыры высвобождается и оказывает влияние на школу и учеников.
- Лаборатория Пэрэдайн Индастриз: Это лаборатория, созданная Виктором Пирсоном и Сарой Линч. Целью лаборатории было создание изобретений и ведение исследований в области квантовой физики. Пэрэдайн была разрушена во время взрыва, повлекшего за собой исчезновение многих сотрудников лаборатории, в том числе Сары Линч (матери Вана).

## Информация о появлении сериала в эфире
Сериал «Школа „Чёрная дыра“» впервые вышел в эфир в Канаде на каналах Global и NBC, а также на канале VRAK.TV в Квебеке. Тем временем, в США сериал транслировался на каналах Discovery Kids и NBC. В марте 2003 года, почти через 6 месяцев после премьеры в Северной Америке, сериал был продан нескольким зарубежным компаниям. Права на показ сериала приобрела телекомпания Fox Kids (поменявшая название на Jetix в 2005 году) в Европе и Латинской Америке. Компания транслировала сериал в Великобритании, Мексике, Бразилии, Венесуэле, Чили, Панаме и Аргентине. Телекомпания Fox Kids Europe подписала договор о сотрудничестве с Disney Channel и получила право на показ сериала в Австралии, Новой Зеландии и Франции. В России сериал был показан на канале СТС, в Дании — на канале TV2 Denmark. Он также идёт в других странах, таких как Норвегия, Нидерланды, Португалия, Израиль, Польша, Турция, Италия и Колумбия.

## Номинации и премии
Сериал «Школа „Чёрная дыра“» был номинирован на несколько премий, правда, не получил ни одной. Авторы сценария Джефф Кинг, Джефф Шехтер и Терез Бопре были номинированы на премию 31st Daytime Emmy Awards в 2004 году в категории «Выдающийся сценарий в детском сериале». Эмма Тейлор-Айшервуд, Шейдиа Симмонс и Роберт Кларк были номинированы на премию Young Artist Award в начале 2003 года, причём Айшервуд была заявлена как актриса второго плана, Симмонс как ведущая актриса, а Кларка рассматривали как «приглашённого актёра». Симмонс была номинирована второй раз на следующий год вместе с Тальей Шлейнджер (Мэдисон). Канадская Академия кино и телевидения номинировала команду создателей сериала (Тони Тэтчера, Адама Хэйта, Джеффа Кинга и Кевина Мэя) на ежегодную премию Gemini Awards в конце 2004 года в категории «Лучшая молодёжная программа или сериал». В 2003—2004 годах Канадская гильдия режиссёров признала успех сериала в таких областях, как звуковое сопровождение, актёрская игра, а также как произведение в целом. В 2006 году сериал номинирован на 2 премии Daytime Emmy Awards в категориях «Выдающийся детский сериал» и «Выдающийся сценарий». Полный список номинаций.

## Будущее сериала
Компания Fireworks Entertainment, выпускавшая сериал «Школа „Чёрная дыра“», прекратила свою работу после выхода третьего сезона. Однако были сняты три дополнительных серии, которые были показаны как заключительные эпизоды сериала 28 января 2006 года на канале Discovery Kids.